# دی‌متیل سولفات
دی‌متیل سولفات (به انگلیسی: Dimethyl sulfate) با فرمول شیمیایی C۲H۶O۴S یک ترکیب شیمیایی با شناسه پاب‌کم ۶۴۹۷ است. که جرم مولی آن ۱۲۶٫۱۳ g/mol می‌باشد.